# PCDH19
Il PCDH19 è un gene che codifica la proteina “protocaderina 19”, appartenente ad una famiglia di molecole che favoriscono la comunicazione delle cellule del sistema nervoso centrale.

## Mutazioni del PCDH19 ed epilessia
Mutazioni del gene determinano una patologia nota come EFMR (female-restricted epilepsy and mental retardation) o anche EIEE9 (early infantile epileptic encephalopathy-9). La patologia si caratterizza per l'insorgenza in tenera età (anche a pochi mesi) e in soggetti prevalentemente femminili, di epilessia tendenzialmente farmaco-resistente accompagnata, in una elevata percentuale di casi, dalla comparsa di ritardo mentale.
Le crisi epilettiche sopravvengono spesso in grappoli che possono durare anche diversi giorni, il ritardo mentale può essere di entità da lieve a grave e a volte associato a tratti autistici.

## Meccanismo d'azione
Il meccanismo di base tramite cui mutazioni di PCDH19 causano la patologia non è ancora noto e sembra in un certo senso sovvertire le leggi della genetica. Infatti il gene PCDH19 si trova sul cromosoma X, quindi sorprende che il gene PCDH19 non mutato presente sul secondo cromosoma X delle bambine malate non risulti dominante.  Tra le ipotesi di massima avanzate per spiegare questa singolarità, si trova quella che la compresenza di popolazioni cellulari con PCDH19 mutato non crei una sorta di "interferenza cellulare" che ostacola la normale funzione cerebrale. Tale meccanismo spiegherebbe anche il motivo per cui i maschi, dotati di un solo cromosoma X, non sempre manifestano la patologia, ma possono risultare, oltre che portatori sani, anche malati nel caso la mutazione sia a mosaico.
Molte delle mutazioni ad oggi riscontrate sono tuttavia de novo, cioè non trasmesse dai genitori bensì insorte per la prima volta nel feto, già nelle prime settimane di gestazione. Anche le cause della mutazione de novo del PCDH19 sono ad oggi ignote.
La mutazione del PCDH19, quindi, può essere trasmessa da padri portatori sani, da madri con fenotipo lieve (tale quindi da non impedire di avere dei figli) oppure può insorgere de novo.

## Una patologia rara?
Ad oggi i casi diagnosticati sono solo alcune decine in tutto il mondo. Questo ha fatto della EFMR una patologia cosiddetta "rara". Si ipotizza però che la diffusione della conoscenza e dei mezzi diagnostici possa portare nel prossimo futuro ad un aumento considerevole delle diagnosi, e quindi alla spiegazione di un numero non trascurabile di casi di bambine affette da epilessia e forme varie di ritardo mentale, ad oggi classificati come forme idiopatiche o di ignota eziologia.

## La ricerca scientifica
Mutazioni del gene PCDH19 sono state descritte in alcune famiglie australiane per la prima volta nel 2008 presso l'Università di Adelaide  dal Prof. Jozef Gecz e la Dr.ssa Leanne Dibbens, del Dipartimento di Neurogenetica del Women's & Children's Hospital  Archiviato il 24 dicembre 2011 in Internet Archive.). A seguito di questa prima segnalazione, sono stati condotti studi in altri Paesi e anche in Italia sono state fatte le prime diagnosi (giugno 2009).
Le ricerche si sono focalizzate soprattutto all'individuazione del meccanismo di base con cui si determina la comparsa dell'epilessia e del ritardo.
Più in generale, gli scienziati guardano alla famiglia dei geni PCDH come ad un'area promettente per ulteriori indagini sull'epilessia ed altri problemi neurologici, incluso autismo e distrurbi ossessivo-compulsivi.
“Con 100 proteine correlate, relative a questa famiglia genetica, questo studio [quello sul PCDH19] può portare a molteplici nuove aree di ricerca, con la necessità di comprendere il ruolo e la funzione di ciascuna proteina” (Dott.ssa Leanne Dibbens, 12 maggio 2009 ).
Nel 2011 è nata in Italia l'associazione Insieme per la ricerca PCDH19 (in inglese: "Together for the research on PCDH19), una ONLUS fondata dalle famiglie di bambine e bambini affetti che ha l'obiettivo primario di promuovere e finanziare la ricerca scientifica finalizzata all'individuazione di terapie idonee.